# المراسلات فلم (2016)
المراسلات (بالإيطالية: La corrispondenza) هو فيلم رومانسي إيطالي باللغة الإنجليزية من تأليف وإخراج جيوزبي تورنتوري. ومن النجوم جيرمي أيرونز وأولغا كوريلنكو في أدوار رئيسية، وتم إصداره في 14 يناير 2016. تم تأليف نتيجة الفيلم من قبل إنيو موريكوني في نتيجته النهائية قبل وفاته في عام 2020.

## القصة
زوجان يتبادلان القبلات في غرفة الفندق، أستاذ الفيزياء الفلكية إد (جيريمي آيرونز) وعشيقته طالبة الدكتوراه آمي رايان (أولغا كوريلينكو). يمكن أن يجتمعوا فقط من حين لآخر، عندما يجمعهم عمل إد. يتحدى ها أن تكشف المزيد عن نفسها، ربما شيئًا يزعجها لكنها أخفت عنه، لكنها ترفض. يغادر «إد» الغرفة متوجهاً إلى المطار على أمل رؤيتها في مؤتمره القادم في جامعتها. بجانب دراساتها، تعمل إيمي في وظائف حرة بصفتها امرأة حيلة لا تخشى أداء المشاهد الخطرة التي تؤدي عادةً إلى وفاة الشخصية: يظهرها الفيلم في بعض الأحيان. حتى أنه طُلب منها أن تصمم تمثالًا عندما يبدو أن هذا يتطلب الاختناق تقريبًا.
يتضح لاحقًا أن إيمي قابلت إد في أحد مؤتمراته منذ 6 سنوات ووقعت في حب طريقته في الحديث عن الفيزياء الفلكية. تواصل التواصل مع (أي دي) من خلال الدردشة المرئية والبريد الإلكتروني والحزم. ذات يوم، أدركت إيمي أنه لا يحضر هاتفه المحمول ولكنها تتلقى بعض رسائل البريد الإلكتروني منه. عند قراءة آخر ورقة، لاحظت ورقة قيقب تضرب نافذتها، تشاهدها للحظة قبل أن تطير بعيدًا.
في اليوم التالي، حضرت إيمي مؤتمر إد، لكنها تلقت رسالة في هاتفها من إد لتغادر المكان، لكنها لم تفعل. علمت في المؤتمر أن إد توفي في إدنبرة قبل بضعة أيام. لقد صُدمت لأنها لا تزال تتلقى رسائل من حساب البريد الإلكتروني الخاص بـ (أي دي ). مرتبكة لكنها حريصة على التحقيق، تذهب إلى إدنبرة. في البداية حاولت الذهاب إلى منزل إد، لكنها تشعر بعدم الارتياح لرؤية عائلة إد. ثم تتلقى بريدًا إلكترونيًا يأمرها بالذهاب لمقابلة محاميه. هناك تتلقى حزمة مع رسالة فيديو، حيث يعتذر إد لها لتركها وحدها، لكنه لا يستطيع أن يكشف لها أنه مريض.

## طاقم ممثلين
- جيريمي آيرونز بدور (إد فويروم)
- أولغا كوريلينكو بدور (ايمي رايان)
- شونا ماكدونالد بدور (فيكتوريا)
- سيمون أنتوني جونز في (دور جايسون)
- جيمس وارين في دور (ريك)
- أوسكار ساندرز في دور (نيكولاس)
- رود جلين في دور (جريب)
- إيان كيرنز في دور (جورج)
- آنا ساففا بدور (أنجيلا)
- فلوريان شوينباتشر في دور (تومي)
- سامي مورينو في دور (أليخاندرو)
- دارين ويتفيلد في دور(حارس)
- سيمون ميكوك في دور (فنان)
- جيمس سميلي في دور (رئيسا)
- جيمس بلور في دور (راجازو)

## إنتاج
تم إنتاج المراسلات بواسطة باكو سينماتوجرافيكا وانتاج سينما الراي

## روابط خارجية
مقالات تستعمل روابط فنية بلا صلة مع ويكي بيانات